# Hampus Elliot
Hampus Elliot, född 28 juni 1835 i Stockholm, död 12 juli 1905 i Stockholm, var en svensk militär (generalmajor).

## Biografi
Elliot var brorson till Joseph Elliot och kusin till Erik Elliot. Han blev underkonduktör 1854 vid Ingenjörkåren (sed. Fortifikationen), tog studentexamen i Uppsala 1955 och blev underlöjtnant vid Ingenjörkåren 1856. Elliot blev löjtnant 1862 och kapten vid Fortifikationen 1868. Han var fortifikationsbefälhavare vid befästningarna söder om Stockholm 1870-1880 och adjutant vid Arméförvaltningens fortifikationsdepartement 1870-1880. Elliot blev major 1873, överstelöjtnant 1881, överste 1884, generalmajor i armén och chef för Fortifikationen samt chef för Arméförvaltningens fortifikationsdepartement från 1891.
Efter att 1901 blivit generallöjtnant i armén, tog Elliot avsked från chefskapet för Fortifikationen 1903 samt valdes samma år till ordförande i Direktionen för arméns pensionskassa. Samma år försattes han i generalitetets reserv. Sedan 1881 var han ledamot av andra klass av Kungliga Krigsvetenskapsakademien och sedan 1891 av första klass. Elliot var en skicklig och outtröttligt verksam ingenjörsofficer. Fortifikationen fick under hans chefstid en fullständigare och bättre organisation än tidigare, och ingenjörtruppernas antal ökades. Det var dock huvudsakligast det militära byggnadsväsendet, som han omfattade med det livligaste intresse. Han inlade sålunda mycken förtjänst om utvecklingen av Sveriges fasta försvar, och särskilt ifrade han för anläggandet av en fästning vid Boden. Han företog 1869-70 en utländsk studieresa och var under sin tjänstetid ordförande och ledamot av ett flertal kommittéer. Under hans chefstid skedde ett omfattande arbete för om- och nydaning av Sveriges land- och kustbefästningar, och en stor del av regementenas kasernbyggnader uppfördes.

## Utmärkelser
- Kommendör med stora korset av Svärdsorden (KmstkSO)[4]
- Kommendör av 1. graden av Danska Dannebrogsorden (KDDO1gr)[4]